# Фуга (строителство)
 Тази статия е за строителния термин.  За музикалния термин вижте Фуга.  
Фугата е отвор или специално устройство, което позволява свободното преместване на части от дадена конструкция една спрямо друга. Фугите позволяват известни деформации в конструкциите, без в тях да възникват допълнителни напрежения. Например, фугите на гредовите мостове позволяват конструкцията да се разширява и свива при промяна в температурата без това да създава осови усилия в гредите. Фуги се използват и при релсовите пътища, бетоновите настилки и други.